# Elmo Valencia
Elmo Valencia (Cali; 29 de marzo de 1926 - 12 de septiembre de 2017) fue un novelista, ensayista y poeta colombiano. El perteneció al género Nadaísmo.

## Trayectoria
Elmo Valencia nació en Cali, donde estudió ingeniería electrónica. Fue cofundador del movimiento Nadaísta colombiano, junto a Gonzalo Arango, Jotamario Arbeláez, Eduardo Escobar y otros escritores.
Estuvo como jurado en el concurso literario “Casa de las Américas”, en La Habana, 1966, en unión de Mario Vargas Llosa y Camilo José Cela y participó en los Recitales de Poesía en Praga con Allen Ginsberg. Obtuvo en 1967 el Premio Nadaísta de Novela por su obra Islanada. En 2010 publicó Bodas sin oro, Cincuenta años del Nadaísmo. En Antología de cuento colombiano, “El universo humano”, bella y delicada metáfora de la maternidad.
Falleció en su ciudad natal a los 91 años de edad por complicaciones en un ancianato local.